# Joshua Henry
Joshua Henry (Winnipeg, 2 settembre 1984) è un attore e cantante statunitense, attivo soprattutto in campo teatrale.

## Biografia
Ha recitato in diversi musical di Broadway, tra cui: In the Heights (2008; Drama Desk Award al miglior cast), American Idiot (2010), The Scottsboro Boys (2011; candidato al Tony Award al miglior attore protagonista in un musical), Porgy and Bess (2012), Bring It On (2013), Violet (2014; candidato al Tony Award al miglior attore non protagonista in un musical e al Drama Desk Award), Shuffle Along, or, the Making of the Musical Sensation of 1921 and All That Followed (2016) e Carousel (2018; candidato al Tony Award al miglior attore protagonista in un musical).

## Filmografia
- Renegades - Commando d'assalto (Renegades), regia di Steven Quale (2017)
- Tick, Tick... Boom!, regia di Lin-Manuel Miranda (2021)
- See - serie TV (2019-in corso)